# Dehīn
Dehīn (persiska: دهين) är en ort i Iran.   Den ligger i provinsen Teheran, i den centrala delen av landet, 110 km öster om huvudstaden Teheran. Dehīn ligger 1 989 meter över havet och antalet invånare är 241.
Terrängen runt Dehīn är kuperad åt sydost, men åt nordväst är den bergig. Runt Dehīn är det ganska glesbefolkat, med 23 invånare per kvadratkilometer. Närmaste större samhälle är Fīrūzkūh, 8,5 km öster om Dehīn. Trakten runt Dehīn är ofruktbar med lite eller ingen växtlighet.